# Marià Rives i Támaro
Marià Rives i Támaro (Barcelona, ca.1805 - 30 de juliol de 1874) fou un jurista i advocat català, president de l'Acadèmia de Jurisprudència i Legislació de Catalunya entre 1861 i 1864.
Com a advocat va pertànyer al Col·legi d'Advocats de Barcelona, i exercí com a relator de la sala segona de l'Audiència Territorial de Barcelona, amb despatx al carrer Copons, número 7, de Barcelona. El 29 de desembre de 1861 ocupà la presidència de l'Acadèmia de Jurisprudència i Legislació de Catalunya, substituint en el càrrec a Pere Nolasc Vives i Cebrià, i ocupant-lo fins al 1864, fins que fou substituït, al seu torn, per Felip Vergés i Permanyer.
Mor al carrer Copons, 7 de Barcelona el 30 de juliol de 1874 a l'edat de 69 anys. Viudo de Josefa Casanovas.